# نفضي

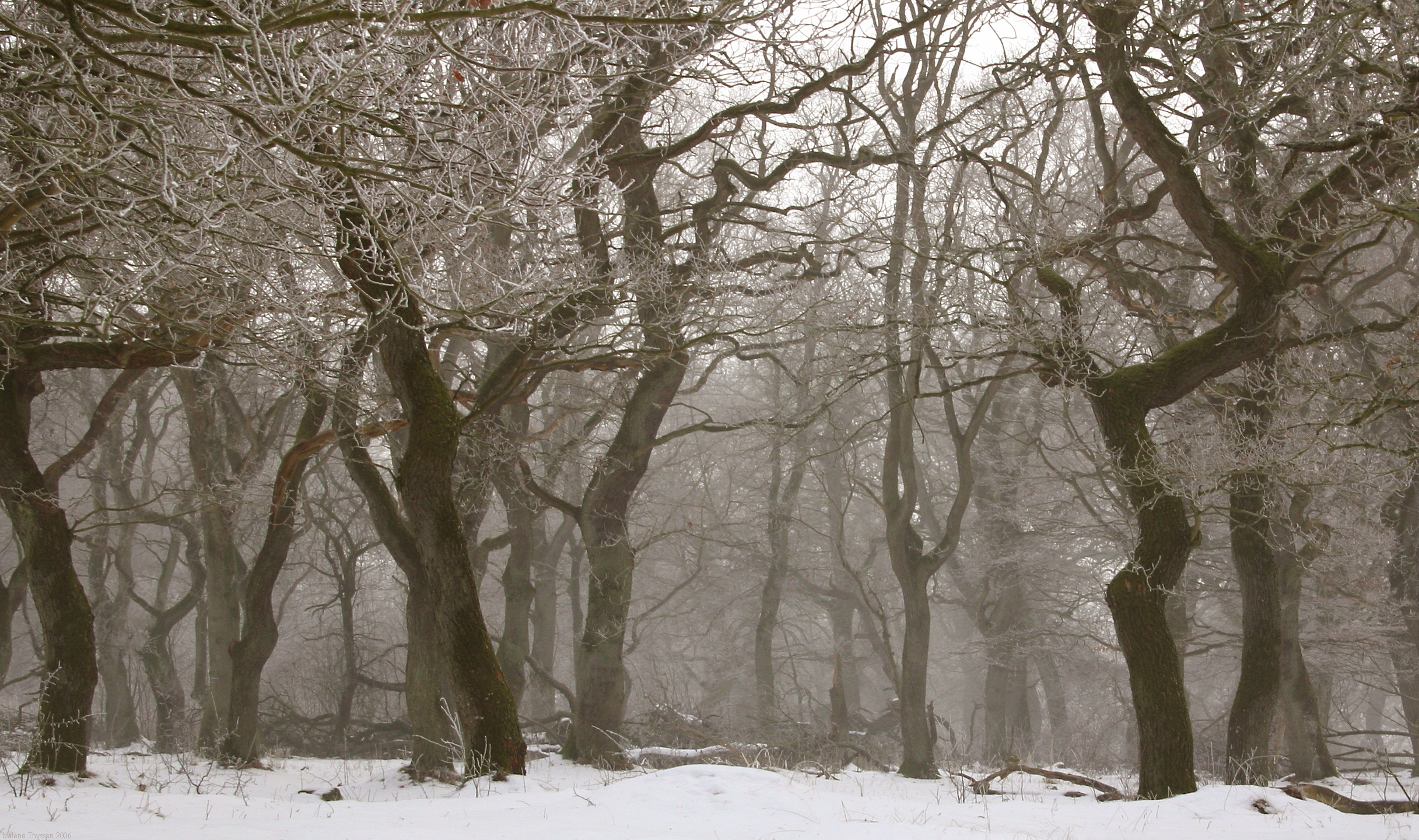
أشجار نفضيّة

النَفْضِيَّة أو المُعْبِلَة أو المَلْحَاء أو الساقطة أو متساقط الأوراق أو المُغبلات هي صفة للأشجار والجنيبات التي تنفض (تسقط) أوراقها فصليًا. في المناخات المعتدلة والشمالية، تفقد الأشجار عادة أوراقها أثناء الشتاء، بينما تفقد العديد من النباتات الاستوائية أوراقها أثناء الموسم الجاف. تُسمَّى الغابة التي تكثر فيها هذه الأشجار غابة نفضية أو معبلة.